# هانس جسپر هلسو
هانس جسپر هلسو (انگلیسی: Hans Jesper Helsø؛ زادهٔ ۹ ژوئیهٔ ۱۹۴۸) فرد نظامی اهل دانمارک است. وی رئیس سابق دفاع دانمارک است.
هلسئو در سال ۱۹۶۸ خدمت سربازی خود را انجام داد و در ابتدا گروهبان و افسر ذخیره شد. در سال ۱۹۷۴ به درجه ستوان رسید و چهار سال بعد را در هنگ توپخانه کینگ خدمت کرد. در سال‌های ۱۹۸۲–۱۹۸۳ - با درجه سروانی - در دوره ستاد کل در ایالات متحده بود. در سال ۱۹۹۰ به درجه سرهنگ دومی منصوب شد و برای چند سال به عنوان رئیس بخش توپخانه به ارتش بازگشت. پس از یک خدمت کوتاه در فرماندهی عملیاتی ارتش، بین سال‌های ۱۹۹۴ تا ۱۹۹۶ رئیس هنگ توپخانه کینگ شد. در سال‌های ۲۰۰۰–۲۰۰۲، او رئیس فرماندهی عملیاتی ارتش و سپس رئیس ستاد عملیات و برنامه‌ریزی تا زمان انتصاب به عنوان رئیس دفاع بود. در آگوست ۲۰۰۸، هلسو به سن قانونی ارتش رسید و تیم اسلات یورگنسن جایگزین او شد.
خدمت او با چند مأموریت بین‌المللی تکمیل شده است؛ ابتدا در قبرس در سال ۱۹۷۹ و سپس در بالکان در سال ۱۹۹۵ در سال ۲۰۰۲ - چند ماه قبل از موعد مقرر - هلسو به دلیل استعفای زودهنگام کریستین هویت، مجبور شد به عنوان رئیس دفاع منصوب شود. دوره او به عنوان رئیس دفاع با تغییر دفاع از بسیج به دفاع حرفه‌ای مبتنی بر خدمت سربازی مشخص می‌شود که در آن مأموریت‌های خارج از کشور بخش قابل توجهی از تلاش را تشکیل می‌دهند.
پس از دوران ریاست دفاع، هلسو در سازمان‌های مرتبط با ارتش، از جمله به عنوان عضو کمیته جایزه بورسیه سربازان فعالیت داشت.